# Honda Z
Honda Z-серії — сімейство компактних автомобілів, що виготовлялись з 1970 по 1974 рік.

## Перше покоління

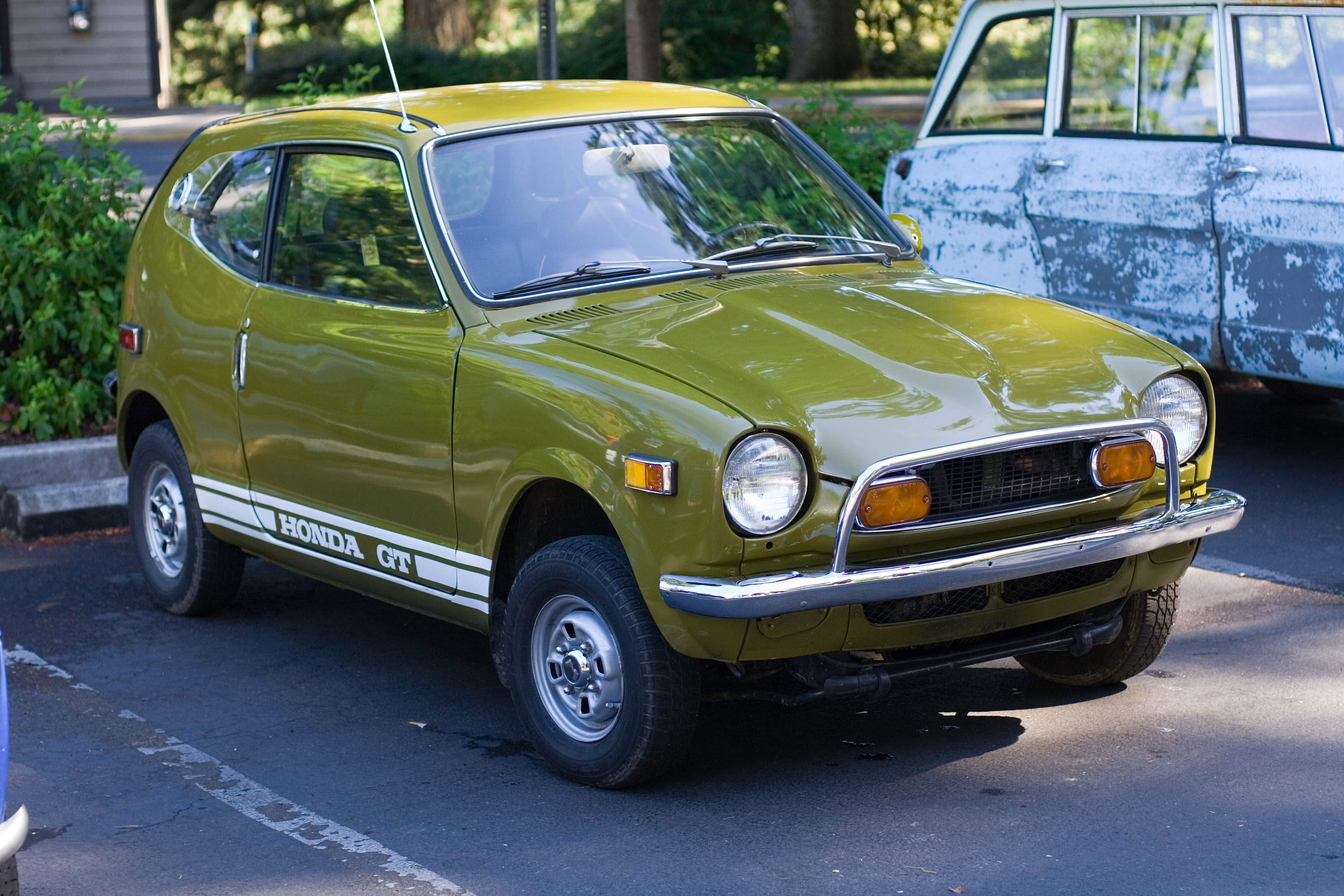
Honda Z600

в 1970 році, коли була випущена двухдверна «малолітражка» під назвою Honda Z600. Для цього невеликого автомобільчика пропонувалося в той час два варіанти двоциліндрового двигуна обсягами 354 см3 і 598 см3 (для експорту автомобілів). Потужність цих двигунів була в межах від 30 до 36 к.с. Трансмісії теж пропонувалося дві: 4-ступінчаста і 5-ступінчаста механічні коробки передач. Виробництво Honda Z600 було завершено в 1974 році.

## Друге покоління

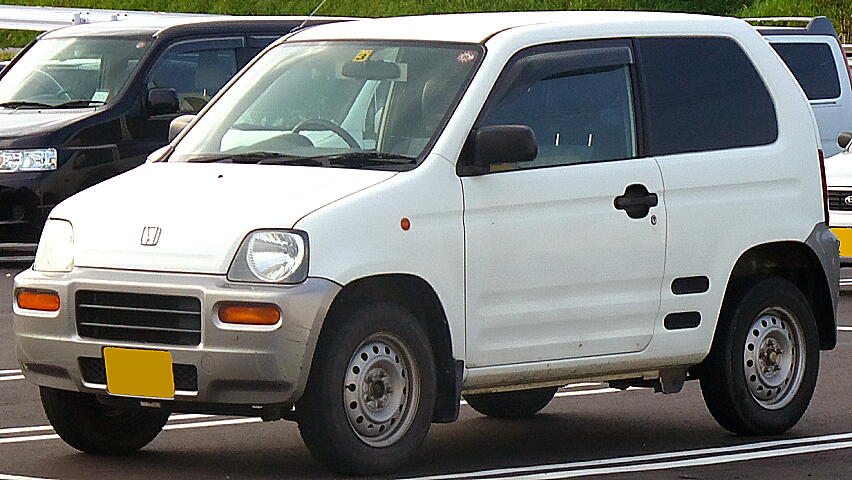
Honda Z660

В 1998 році представили нову модель Honda Z. Машина оснащувалася 3-циліндровим 12-клапанним двигуном SOHC з робочим об'ємом всього 660 см3, причому пропонувалося два різновиди силового агрегату: 52 сильний двигун з атмосферним повітрозабору і 64-сильний мотор з турбонаддувом. Сам же двигун розташовувався під задніми сидіннями. Там же знаходиться і трансмісія. Таке незвичайне розташування агрегатів робило вельми проблематичним техобслуговування автомобіля. Для заміни повітряного фільтра потрібно вивісити задні колеса, а для заміни ременя ГРМ потрібно було розбирати підвіску. Автомобіль оснащувався системою повного приводу 4WD Real Time, при якій в звичайному дорожньому режимі провідними виступали передні колеса, а в разі необхідності до них автоматично підключалися і задні. Варто відзначити, що Honda Z мав також відмінну стійкість, так як центр ваги автомобіля знаходився під передніми сидіннями. Примітно і те, що на компакт встановлювалися 15-дюймові колеса, які прекрасно підходили для поганих доріг.
Що стосується салону Honda Z, то він був досить затишний, тільки ось задні місця не зовсім зручні для пасажирів, але прекрасно підходили для використання його, як місця для багажу.
У 2003 році виробництво моделі Honda Z було припинено.